# Hassani Dotson
Hassani Dotson (Seattle, 6 agosto 1997) è un calciatore statunitense, centrocampista del Minnesota Utd.

## Carriera
L'11 gennaio 2019 viene selezionato al SuperDraft dal Minnesota Utd.  Il 3 marzo esordisce in MLS subentrando negli ultimi minuti di partita contro i Vancouver Whitecaps. Il 2 giugno realizza la prima rete da professionista contro i Philadelphia Union, fissando il punteggio sul momentaneo 1-1. Il 26 settembre realizza la sua prima doppietta, risultando peraltro decisivo vista la vittoria finale per 2-1 contro lo Sporting K.C..

## Statistiche

### Presenze e reti nei club
Statistiche aggiornate al 19 settembre 2020.
| Stagione        | Squadra          | Campionato      | Campionato | Campionato | Coppe nazionali | Coppe nazionali | Coppe nazionali | Coppe continentali | Coppe continentali | Coppe continentali | Altre coppe | Altre coppe | Altre coppe | Totale | Totale |
| Stagione        | Squadra          | Comp            | Pres       | Reti       | Comp            | Pres            | Reti            | Comp               | Pres               | Reti               | Comp        | Pres        | Reti        | Pres   | Reti   |
| --------------- | ---------------- | --------------- | ---------- | ---------- | --------------- | --------------- | --------------- | ------------------ | ------------------ | ------------------ | ----------- | ----------- | ----------- | ------ | ------ |
| 2019            | Minnesota United | MLS             | 24         | 4          | USOC            | 5               | 0               | -                  | -                  | -                  | -           | -           | -           | 29     | 4      |
| 2020            | Minnesota United | MLS             | 14         | 1          | USOC            | -               | -               | -                  | -                  | -                  | -           | -           | -           | 14     | 1      |
| Totale carriera | Totale carriera  | Totale carriera | 38         | 5          |                 | 5               | 0               |                    | -                  | -                  |             | -           | -           | 43     | 5      |